# Roland Schmaltz
Roland Schmaltz (* 15. November 1974 in Mannheim) ist ein deutscher Schach-Großmeister.

## Leben
Unter dem Pseudonym Hawkeye (Falkenauge) war Schmaltz auf Schachservern bekannt. Er ist mehrfacher (inoffizieller) Weltmeister im Bullet-Schach (1 Minute pro Partie), der sehr schnellen Form des Blitz-Schachs. Nach eigenen Angaben spielte er circa 100.000 Partien auf verschiedenen Servern.
1993 gewann er in Münster die deutsche Jugend-Meisterschaft. 1995 nahm er ein BWL-Studium an der Universität Mannheim auf, das er aber nicht beendete. Anschließend absolvierte er eine Lehre als Fachinformatiker. Dreimal gewann er die Badische Einzelmeisterschaft (1996, 1997 und 1998). 1998 wurde er deutscher Blitzmeister, im Jahr 2000 erhielt er den Titel Internationaler Meister, Ende 2001 den Großmeistertitel. 2004 verfasste er das Buch The Complete Chess Server Guide. Schmaltz lebte von 2005 bis 2012 im australischen Brisbane, wo er 2009 heiratete. Nach einer Phase als professioneller Poker-Spieler spielt er seit 2012 mit der zweiten Mannschaft der OSG Baden-Baden in der 2. Bundesliga Süd und arbeitet als Schachtrainer. In der Saison 2015/16 spielt Schmaltz außerdem in der österreichischen 1. Bundesliga für L.A. Kraftanlage Ottakring. Seit 2013 ist er A-Trainer des Deutschen Schachbundes. 2015 gewann Roland Schmaltz die deutsche Schnellschach-Meisterschaft in Leipzig.  Seit dem 1. Februar 2016 war er für ein Jahr Geschäftsführer des Schachzentrums Baden-Baden, als Nachfolger des wenige Wochen vorher verstorbenen Markus Keller.

## Vereine
In der deutschen 1. Bundesliga spielte Schmaltz von 1994 bis 1996 für den SK Zähringen und von 2002 bis 2005 für den SC Baden-Oos (ab 2004 OSC Baden-Baden). In der niederländischen Meesterklasse spielte er von 2000 bis 2004 für Rotterdam, in der Saison 2004/05 für den Meister ZZICT/De Variant Breda und in der Saison 2017/18 für MuConsult Apeldoorn. In der französischen Top 16 spielte Schmaltz in der Saison 2004/05 für Echiquier Niçois, in der Schweizer Bundesliga spielte er in der Saison 2015/16 für Schwarz-Weiss Bern.

## Veröffentlichungen
- The Complete Chess Server Guide, ISBN 3-88086-180-3.